# أدولف شميت (عالم رخويات)
أدولف شميت (بالألمانية: Adolf Schmidt)‏ (و. 1806 – 1889 م) هو عالم رخويات، وطبيب من مدينة فرانكفورت الحرة، ومملكة بروسيا، ولد في فرانكفورت، توفي في فرانكفورت، عن عمر يناهز 83 عاماً.

## التعليم
تعلم في جامعة كونيغسبرغ، وتعلم في جامعة هايدلبرغ، وتعلم في جامعة هاله
.